# Glacis-Anlage

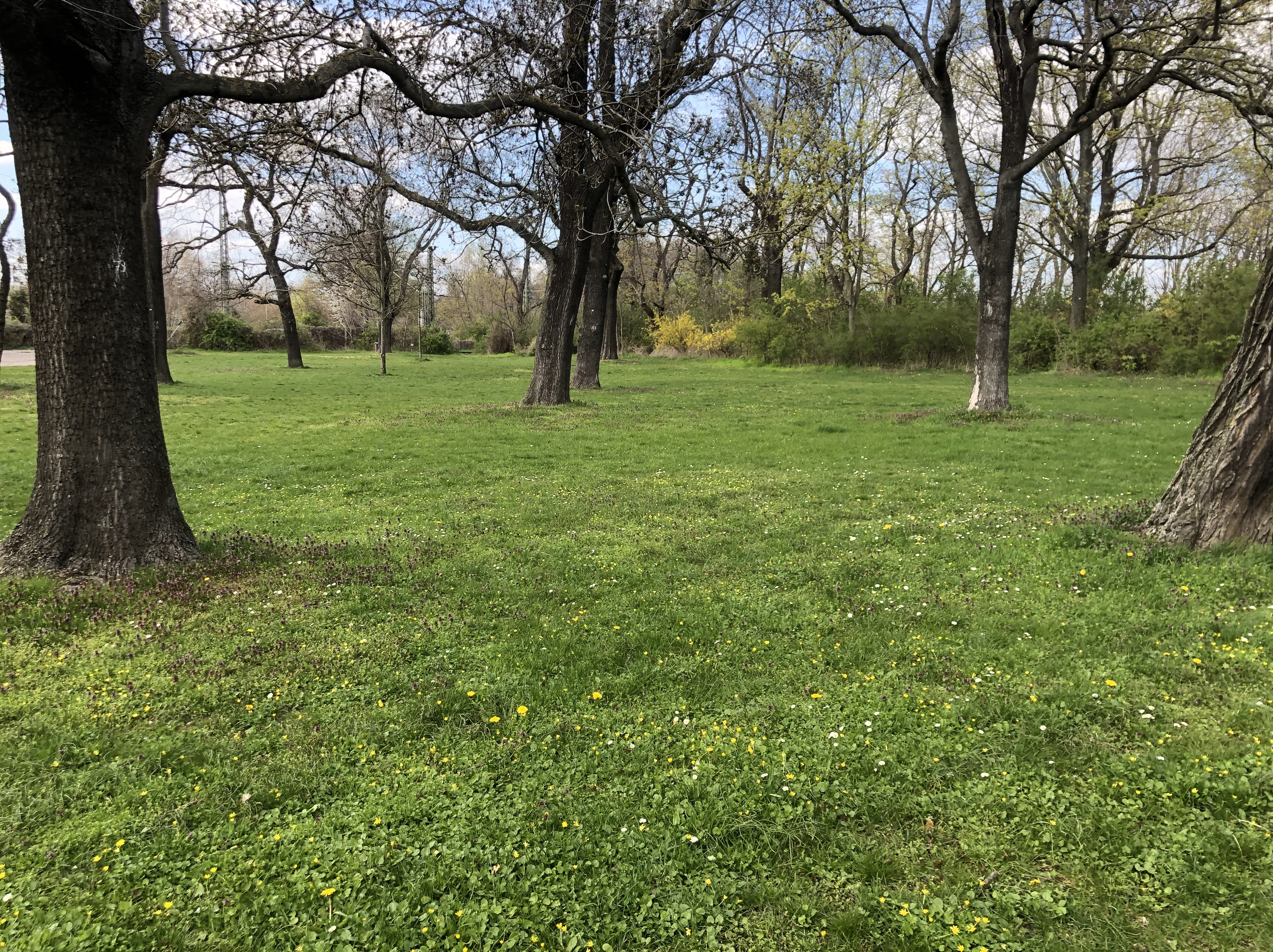
Südlicher Teil, 2021

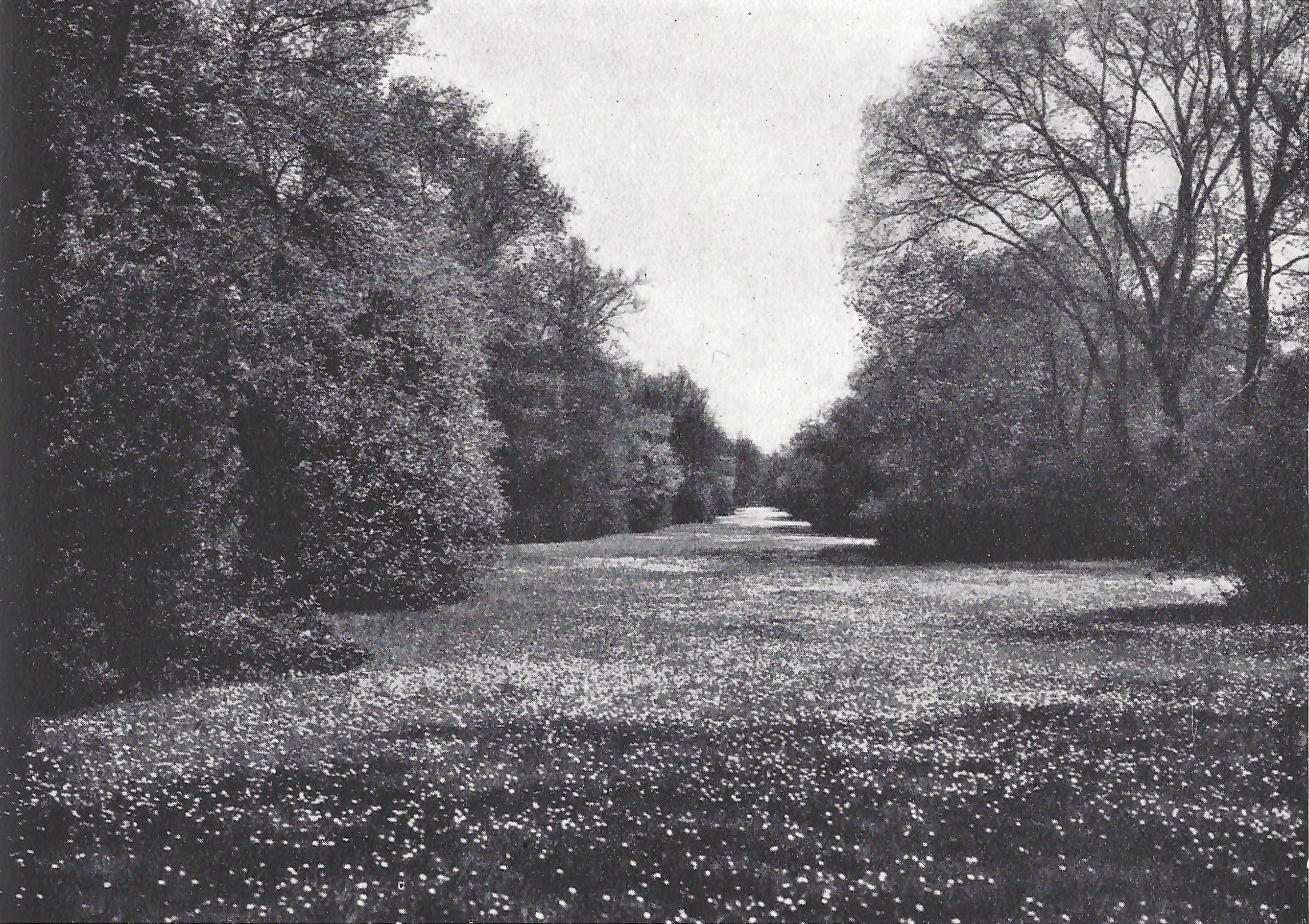
Glacis in den 1920er Jahren

Die Glacis-Anlagen, auch Westlicher Festungsglacis oder Glacis-Park, sind eine Parkanlage in Magdeburg in Sachsen-Anhalt. 

## Lage
Der Park erstreckt sich von Norden nach Süden langgestreckt westlich der Magdeburger Altstadt auf den Gebieten der Stadtteile Stadtfeld Ost und Altstadt. Die Parkanlagen grenzen an die Straßen Adelheidring, Carl-Miller-straße, Editharing, Glacis, Hallische Straße, Herbert-Stauch-Straße, Magdeburger Ring, Maybachstraße und Sachsenring.

## Gestaltung und Geschichte
Das Gelände des Parks war ursprünglich als Glacis dem westlichen Festungsring der Festung Magdeburg vorgelagert. Nach Aufgabe der Festung wurde 1910 das Festungsglacis nach Plänen von G. Schoch zu einem Grüngürtel umgestaltet. Die ursprünglich völlig frei gehaltene Fläche wurde mit Bäumen bepflanzt und präsentiert sich heute als von Bäumen bestandene Rasenfläche.
1970 begann der Bau der vierspurigen Schnellstraße Magdeburger Ring, die die Fläche der Glacis-Anlagen durchschneidet und erheblich dezimiert. Im südlichsten Bereich entstand das Carl-Miller-Bad. An den Park grenzen immer noch auch bauliche Reste der ehemaligen Festungsanlagen. Am 11. Juni 1976 legten Mitarbeiter des Ministerium für Staatssicherheit den an der innerdeutschen Grenze erschossenen Walter Otte im Park ab, um seinen Tod als Selbstmord zu tarnen.
Im örtlichen Denkmalverzeichnis ist der Park unter der Erfassungsnummer 094 71401 als Baudenkmal verzeichnet.